# Gilmar Jorge dos Santos
Gilmar Jorge dos Santos, mais conhecido como Gilmar (São Paulo, 23 de abril de 1971), é um ex-futebolista brasileiro, que atuava como zagueiro.
Atualmente é pastor evangélico e empresário, casado com a cantora gospel e também pastora Aline Barros.

## Carreira
Filho de militar, Gilmar foi criado na região de Itapecerica da Serra, onde chegou a catar papelão nas ruas e vender produtos de limpeza para ajudar no orçamento familiar. Jogou futebol de salão pelo Banespa e começou no futebol de campo no time semiprofissional de Itaquaquecetuba, junto de Cafu, onde permaneceu de 1984 até 1987. 
No ano seguinte, o São Paulo mostrou interesse na contratação do defensor, e Gilmar assinou contrato com o Tricolor do Morumbi. Ao lado de nomes como Zetti, Cafu, Raí, Müller e Palhinha, todos comandados por Telê Santana, Gilmar atingiu o auge de sua carreira.
O zagueiro fez parte do time que ganhou algumas das maiores conquistas que o clube tem. Foi bicampeão da Copa Libertadores e do Mundial de Clubes.
Em 1991, foi emprestado ao São Bento a pedido de Telê Santana, após se machucar jogando pelada.
Em 1995, após oito anos no São Paulo, Gilmar transferiu-se para a Portuguesa, onde ficou por menos de uma temporada, seguindo para o Cruzeiro.
Gilmar dos Santos ainda passou por Zaragoza, Rayo Vallecano, Palmeiras‎, Flamengo e Botafogo, sendo este último o clube onde o zagueiro encerrou sua carreira dos gramados, em 2003.

## Títulos
São Paulo
- Campeonato Paulista: 1989, 1991, 1992
- Campeonato Paulista de Aspirantes: 1993, 1995
- Campeonato Brasileiro: 1991
- Copa Libertadores da América: 1992, 1993
- Copa Intercontinental: 1992, 1993
- Supercopa Libertadores: 1993
- Recopa Sul-Americana: 1993, 1994
- Troféu Ramón de Carranza: 1992
- Troféu Teresa Herrera: 1992
- Copa Master da Conmebol: 1996

Cruzeiro
- Copa Master da Supercopa: 1995
- Copa Ouro: 1995
- Campeonato Mineiro: 1996
- Copa do Brasil: 1996

Palmeiras
- Copa dos Campeões: 2000

Flamengo
- Copa dos Campeões: 2001
- Campeonato Carioca: 2001
- Taça Guanabara: 2001

## Vida Pessoal
Aos 21 anos, aderiu à Associação Atletas de Cristo - que no início da década de 90 contava com nomes como Silas, Muller, Mazinho, Bebeto, Jorginho e Taffarel.
É casado com a cantora gospel e pastora Aline Barros desde 2000, com quem teve dois filhos: Nicolas, nascido em 4 de janeiro de 2003 e Maria Catherine, nascida em 12 de outubro de 2011. 
A família congrega na Comunidade Evangélica Internacional Zona Sul localizado no bairro do Flamengo, onde é pastor auxiliar. 